# Reconnaissance internationale de l'émirat islamique d'Afghanistan
Après la première prise de Kaboul par les taliban en 1996, le régime politique qu'ils instaurent, connu à partir de 1997 sous le nom d'émirat islamique d'Afghanistan, bénéfice d'une reconnaissance internationale limitée puisque se cantonnant à celles de l'Arabie saoudite, des Émirats arabes unis, du Pakistan et de la république tchétchène d'Itchkérie,. Cette reconnaissance prend abruptement fin en 2001, à la suite des attentats du 11 septembre et de l'invasion subséquente de l'Afghanistan par une coalition militaire dirigée par les États-Unis,. 
Après la seconde prise de Kaboul par les taliban en 2021, ces derniers restaurent l'émirat islamique d'Afghanistan. Si celui-ci ne parvient pas à obtenir de reconnaissance internationale formelle (à l'exception de la Russie), il est néanmoins de facto considéré par la communauté internationale comme le gouvernement officiel de l'Afghanistan, notamment en l'absence de réelle tentative du régime précédent de constituer un gouvernement en exil.

## De 1996 à 2001
Le 24 mai 1997, les taliban s'emparent des villes de Mazâr-e Charîf et Chéberghân tandis qu'Abdul Rachid Dostom, l'homme fort de l'État islamique d'Afghanistan (alors unique régime reconnu internationalement) dans le nord du pays, s'enfuit en Ouzbékistan avec 135 de ses hommes,. Ces évènements poussent le Pakistan à accorder, dès le lendemain, une reconnaissance diplomatique formelle au régime des taliban. Enthousiaste, le ministre pakistanais des Affaires étrangères Gohar Ayub se rend en vitesse à Mazâr, où il appelle l'ensemble de la communauté internationale à en faire de même, estimant que la prise de la ville par les taliban marque la fin de la guerre. Cependant, la décision pakistanaise n'est suivi dans l'immédiat que par l'Arabie saoudite (le 26 mai) et les Émirats arabes unis (le 27 mai).  

## Depuis 2021
Après le retour au pouvoir des talibans en 2021, aucun pays ne reconnaît formellement leur régime mais un certain nombre d'entre eux continuent de faire fonctionner une ambassade à Kaboul.
En avril 2022, le gouvernement chinois accorde l'accréditation à des diplomates représentant le régime des talibans auprès de l'ambassade d'Afghanistan à Pékin. En 2023, Bilal Karimi est nommé ambassadeur d'Afghanistan à Pékin et remet ses lettres de créances au gouvernement chinois le 1er décembre.
Le 3 juillet 2025, la Russie devient le premier et unique pays à reconnaître officiellement le régime des talibans, dans le but de développer « une coopération bilatérale productive »,.